# Borislava Hristova
Borislava Hristova (en búlgar: Борислава Христова; Varna, 12 de juliol de 1996) és una jugadora de bàsquet búlgara.
Aler, jugà durant cinc temporades a la Lliga de la NCCA amb les WSU Cougars (2015-20) de la Universitat de l'Estat de Washington, convertint-se en la màxima anotadora històrica de l'equip. La temporada 2020-21 tornà a les competicions europees i competí amb el AZS AJP Gorzów Wielkopolski (2020-22) i l'ACS Sepsi-SIC romanès (2022-24), essent la temporada 2023-24 la quarta màxima anotadora de l'Eurolliga (17,9 punts de mitjana). L'estiu de 2024 ha fitxat per l'Uni Girona Club de Bàsquet de la Lliga espanyola. Ha sigut internacional amb la selecció búlgara en categories de formació i ha debutat amb l'absoluta el 2021.